# Cantonul Chilly-Mazarin
Cantonul Chilly-Mazarin este un canton din arondismentul Palaiseau, departamentul Essonne, regiunea Île-de-France, Franța.

## Comune
| Comune         | Populație (1999) | Cod poștal | Cod INSEE   |
| -------------- | ---------------- | ---------- | ----------- |
| Chilly-Mazarin | 18.484 hab.      | 91380      | 91 3 28 161 |
| Morangis       | 12.136 hab.      | 91420      | 91 3 28 432 |
| Wissous        | 5.805 hab.       | 91320      | 91 3 28 689 |